# ابوالقاسم عمید
سید ابوالقاسم انتظام‌الملک (۱۲۹۹ق تهران - ۱۳۰۷خ تهران) که نام خانوادگی عمید برگزید، دیپلمات دوران قاجار و اوائل پهلوی بود. 
پس از تحصیل در مدرسه سیاسی تهران در سال ۱۲۸۲ خورشیدی به عنوان مترجم وارد خدمت وزارت امورخارجه شد و پس از مدتی به معاونت اداره ترجمه رسید. در سال ۱۲۸۸ رئیس اداره ترجمه و مطبوعات و پس از آن، رئیس اداره گذرنامه شد. در آذر ۱۲۹۷ با هیئتی همراه شد که برای شرکت در کنفرانس صلح ورسای به فرانسه رفت اما این هیئت را به کنفرانس راه ندادند. او همراه با هیئت به ایران بازنگشت و در فرانسه ماند تا به فیروز میرزا نصرت‌الدوله وزیر امورخارجه کمک کند که در آن زمان عاقد قرارداد ۱۹۱۹ بود. پس از بازگشت به ایران در سال ۱۲۹۹ به پاس خدماتش از احمدشاه لقب انتظام‌الملک گرفت. 
انتظام‌الملک در خرداد ۱۳۰۴ وزیرمختار ایران در ایتالیا شد و همزمان به صورت آکرودیته نمایندگی سیاسی ایران را در مجارستان و چکسلواکی نیز به عهده داشت. در سال ۱۳۰۵ به عنوان نماینده ایران در مجمع عمومی جامعه ملل حضور یافت. در بهمن ۱۳۰۷ به تهران بازگشت و در یازدهم آن ماه به جای فتح‌الله پاکروان به عنوان کفیل (سرپرست) وزارت امورخارجه به مجلس شورای ملی معرفی شد. 
عمید به محض بازگشت به ایران بیمار شد و هشت روز بعد درگذشت. از او به عنوان دیپلماتی فاضل و ادیب یاد می‌شود که مدتی نیز در مدرسه سیاسی تهران، تاریخ ایران تدریس می‌کرد. 